# Парэм, Дилан
Дилан Парэм (англ. Dylan Parham; 24 августа 1999, Карролтон, Джорджия) — профессиональный американский футболист, выступающий на позиции гарда в клубе НФЛ «Лас-Вегас Рэйдерс». На студенческом уровне играл за команду Мемфисского университета. На драфте НФЛ 2022 года был выбран в третьем раунде.

## Биография
Дилан Парэм родился 24 августа 1999 года в Карролтоне в Джорджии. Там же окончил старшую школу. В составе школьной футбольной команды начинал играть на позиции лайнбекера, в выпускной год переквалифицировался в тайт-энда. Занимался баскетболом и лёгкой атлетикой. В 2014 году участвовал в юниорском национальном чемпионате в тройном прыжке.

### Любительская карьера
В 2017 году Парэм поступил в Мемфисский университет. В том же сезоне он дебютировал в составе его команды, сыграв несколько матчей турнира NCAA. Весной 2018 года во время сборов тренеры «Мемфис Тайгерс» перевели его на позицию гарда. Осенью он занял место стартового левого гарда команды и провёл там 972 розыгрыша в четырнадцати матчах. Десять из них Парэм отыграл без замен. В сезоне 2019 года он сыграл в четырнадцати матчах, внеся заметный вклад в результат бегущего Кеннета Гейнуэлла, набравшего 1456 выносных ярдов.
Сезон 2020 года Парэм провёл в роли стартового правого тэкла, сыграв в одиннадцати матчах. В 2021 году его перевели на место правого гарда, где он также провёл одиннадцать игр, не пропустив ни одного сэка в 545 розыгрышах. По ходу турнира его называли в числе претендентов на награды Аутленда и Ломбарди лучшему линейному студенческого футбола. После окончания сезона Парэм получил приглашения на матч всех звёзд выпускников колледжей и съезд скаутов клубов НФЛ.

### Профессиональная карьера
Перед драфтом НФЛ 2022 года издание Bleacher Report включало Парэма в десятку лучших внутренних линейных нападения. Аналитик Брэндон Торн отмечал его быстроту, подвижность и физическую силу, умение быстро ориентироваться в ситуации по ходу розыгрыша. Минусами Парэма назывались небольшой рост и короткие руки, а также ошибки в работе ног.
На драфте Парэм был выбран «Рэйдерс» в третьем раунде под общим 90-м номером. В мае 2022 года он подписал с клубом четырёхлетний контракт на сумму 5,35 млн долларов. В дебютном сезоне он сыграл в стартовом составе команды во всех семнадцати матчах регулярного чемпионата, четырнадцать из них провёл без замен. Он проявил себя как один из лучших гардов в выносной игре, в пасовых розыгрышах действуя слабее и пропустив четыре сэка. Парэм также выделялся игровой дисциплиной, допустив всего четыре нарушения правил.